# Tropaeolum seemannii
Tropaeolum seemannii är en krasseväxtart som beskrevs av Franz Georg Philipp Buchenau. Tropaeolum seemannii ingår i släktet krassar, och familjen krasseväxter. Inga underarter finns listade i Catalogue of Life.